# Xã Blaine, Quận Bottineau, Bắc Dakota
Xã Blaine (tiếng Anh: Blaine Township) là một xã thuộc quận Bottineau, tiểu bang Bắc Dakota, Hoa Kỳ. Năm 2010, dân số của xã này là 26 người.